# Relaciones España-Georgia
Las relaciones España-Georgia son las relaciones diplomáticas y bilaterales entre estos dos países. Junto a Portugal, ambos países han compartido el nombre histórico "Iberia" en sus territorios: Iberia (España y Portugal) y el Reino de Iberia (Georgia).

## Relaciones diplomáticas

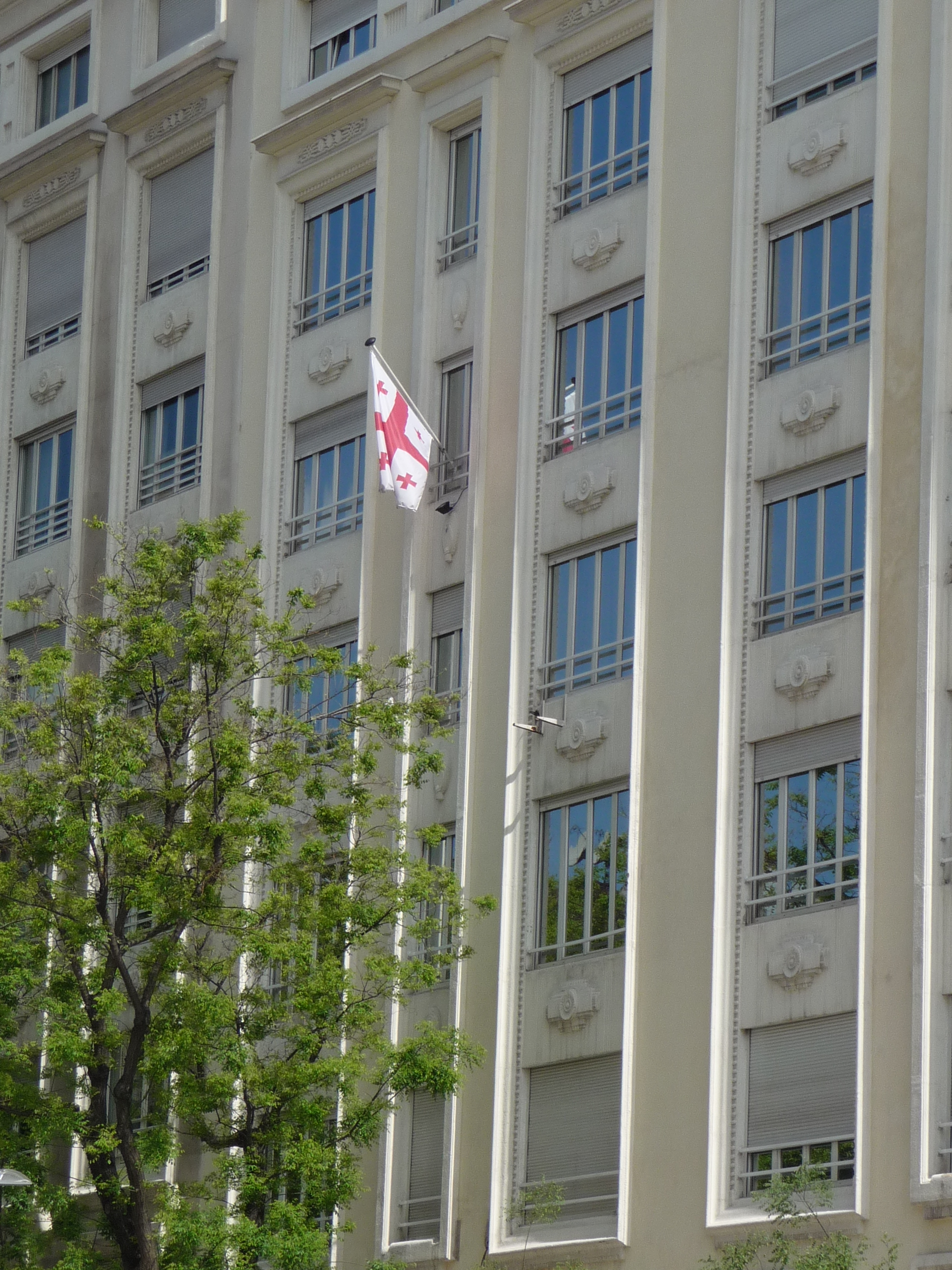
Embajada de Georgia en Madrid.

Ambos países mantienen relaciones diplomáticas desde la independencia georgiana de la URSS en 1992. En la actualidad, las relaciones de España con Georgia están marcadas por la pertenencia española a la Unión Europea (UE). El príncipe heredero georgiano, David de Bagration-Mukhraneli, nació en Madrid el 24 de junio de 1976 y se instaló en Tiflis en 2003.
Georgia tiene una embajada en Madrid desde 2005.
España y Georgia se han apoyado en su respectiva unidad territorial y cooperan exitosamente en diferentes áreas bilaterales. En julio de 2017, ambos países celebraron el 25º aniversario de las relaciones diplomáticas tras el desarrollo de la “sólida relación política y los vínculos entre ambos países”.

## Relaciones económicas
En 2014 el crecimiento economía georgiana se situó en 4,8% dicha recuperación se produjo, a pesar de la guerra ruso-ucraniana, gracias al repunte en el consumo, en la inversión privada y las exportaciones. Permanecen ciertas vulnerabilidades estructurales en el sector financiero
(elevada dolarización, liquidez a corto plazo y elevada concentración bancara). Entre los sectores que más han contribuido en el crecimiento cabe destacar la construcción, el comercio al por menor, y manufacturas.
Georgia ha experimentado una positiva evolución de su economía pero todavía necesita acometer reformas estructurales que, como tiene marcado como objetivo en su programa a medio plazo, le permitan incrementar el crecimiento económico y hacerlo más inclusivo, para crear empleo y al tiempo reforzar su exitosa política monetaria con su tipo de cambio flexible, el mantenimiento de sus fuertes reservas de moneda extranjera y techo de inflación.
Las tasas de pobreza han decrecido considerablemente en el último lustro, en 2012 la pobreza extrema se sitúa en 3,7% (último dato), si bien las área rurales siguen presentando una pobreza relativa significativa. Esta reducción se debe, principalmente, a las políticas de asistencia social.
Las relaciones económicas son limitadas, sin embargo, se detecta un creciente interés de empresas españolas, atraídas por una considerable mejora del clima para las inversiones extranjeras. Desde el 1 de julio de 2011, está en vigor un Convenio para evitar la doble imposición entre Georgia y España. El 10 y 11 de marzo de 2014, España y Georgia firmaron dos Memoranda de Entendimiento (MoU): MoU de Cooperación en el área Económica y MoU el área de Turismo.
En 2014 las exportaciones españolas a Georgia fueron de 58,8 millones de euros (78,8 M€ 2013) lo que representa una disminución del 25,4%, mientras que las importaciones realizadas por España de Georgia han alcanzado la cifra de 81,43 millones de euros (29,32 M€ en 2013), lo que supone el mayor incremento de los últimos años con un 177,7%.
Las exportaciones españolas a Georgia (aparatos eléctricos, productos cerámicos,  maquinaria, carne, prendas de vestir) registraron 67,1 millones de euros en 2016 y 73,4 millones en 2017 y las importaciones de Georgia (abonos, bebidas, frutas, combustibles, minerales, productos de química orgánica) superaron los 45 millones de euros en 2016 y los 51 millones en 2017.

## Declaraciones, tratados y acuerdos firmados
- Acuerdo de cooperación cultural, educativa y científica, Firma: 11 de marzo de 1993, En vigor: 12 de junio de 1996, B.O.E.: 3 de diciembre de 1996.
- Convenio para evitar la doble imposición y prevenir la evasión fiscal en materia de impuestos sobre la renta y sobre el patrimonio. Protocolo, Firma: 7 de junio de 2010, en vigor: 1 de julio de 2011, B.O.E.: 1 de junio de 2011.[7]

## Misiones diplomáticas
- España carece de embajada residente en Tiflis, siendo competente en régimen de acreditación múltiple la Embajada de España en Turquía Tiflis.[8]
- Georgia tiene una embajada en Madrid.[3]